# Archaeoscolia senilis
Archaeoscolia senilis (лат.) — ископаемый вид ос из семейства Scoliidae. Один из древнейших представителей жалящих перепончатокрылых. Обнаружен в раннемеловых отложениях центральной Монголии (местонахождение Бон-Цаган, барремский ярус, Dzun-Bain Formation, около 120 млн лет).

## Описание
Длина тела около 2 см, длина переднего крыла около 15 мм.
Вид Archaeoscolia senilis был впервые описан по отпечатку тела и переднего крыла в 1993 году российским палеоэнтомологом и гименоптерологом Александром Павловичем Расницыным (Палеонтологический институт РАН, Россия) вместе с Floriscolia relicta. Включён в состав рода Archaeoscolia Rasnitsyn, 1993, один из древнейших представителей семейства Scoliidae. Новый вид был выделен в отдельное подсемейство Archaescoliinae из семейства Scoliidae. Среди древнейших ос-сколий: Cretoscolia conquensis (130 млн лет, Испания), Protoscolia sinensis (130 млн лет, Китай), Cretoscolia montsecana (130 млн лет, Испания). Вместе с меловыми видами Architiphia rasnitsyni, Priorvespa longiceps (130 млн лет, Забайкалье, Россия), Curiosivespa antiqua (120 млн лет, Бурятия, Россия), Cretaproscolia asiatica (120 млн лет, Китай) и другими это древнейшие представители надсемейства веспоидных ос (Vespoidea) из отряда перепончатокрылые. Сестринские таксоны: Cretoscolia, Floriscolia, Protoscolia, Archaeoscolia hispanica и другие. Видовое название происходит от латинского слова senilis (старый).